# Patrick O'Brian
Patrick O'Brian, född Richard Patrick Russ 12 december 1914 i Chalfont St Peter, Buckinghamshire, död 2 januari 2000 i Dublin, Irland, var en brittisk författare och översättare, främst känd för den så kallade Aubrey/Maturin-serien.